# 中國—馬達加斯加關係
中國—馬達加斯加关系，是指歷史上的中國和馬達加斯加、以至現在中華人民共和國與馬達加斯加共和國之間的雙邊關係。中華人民共和國在1972年11月與馬達加斯加建立外交關係，在2013年成為該國第三大的貿易夥伴。

## 歷史
唐朝書籍《太平廣記》提及「崑崙奴」一詞，被認為是指南海或非洲某地來到中國的黑人奴隸；有學者認為「崑崙」可能是指馬達加斯加島，但史家對「崑崙奴」的確實來源仍持不同意見:274。宋朝曾有船隻到達馬達加斯加島:267。據意大利商人馬可·波羅的記載，元世祖忽必烈曾遣使到马达加斯加，該名使臣在返國後向元朝朝廷報告自己的見聞:585；此外，有推論認為明朝時七下西洋的鄭和船隊曾到訪馬達加斯加:17。
馬達加斯加的古墓曾出土大量16世纪至18世纪的中国瓷器:195。
馬達加斯加的第一批華人移民在1886年到達當地，他們是7名中國商人，從毛里求斯路易港到達馬達加斯加的图阿马西纳:114。馬達加斯加在1896年成为法国殖民地後，法国曾多次招募华工到當地工作，而部分毛里求斯和留尼汪的华人也轉到馬達加斯加；為了招募华工到馬達加斯加，法国曾派人員到东南亚進行访问，他們事後表揚华工對經濟的貢獻，認為招募华工有助赚取利潤、發展農業。但是，統治馬達加斯加的法國殖民政府在1913年頒布命令，禁止中国人移民到馬達加斯加或在當地經商:243。
1960年，馬達加斯加獨立為國，當時被稱為「馬爾加什」；時任中華人民共和國國務院總理周恩来致电馬爾加什總統，祝賀當地成為獨立國家:148。但是，馬達加斯加在獨立後立即與當時已退到台灣的中華民國建交:20；中華民國派駐大使到馬達加斯加島，在島上設立大使館，並打算與該國貿易通商，而馬達加斯加也計劃在台北設立大使館:358。
後來，馬達加斯加與中華人民共和國就建交事宜進行磋商；在洽談過程中，中華人民共和國曾要求馬達加斯加承諾與中華民國斷交:52。最後，馬達加斯加在1972年11月6日與中華人民共和國建立外交關係，中華民國則在同年12月中旬與之斷交。
2024年9月6日，两国建立全面战略合作伙伴关系。

## 經貿關係
- 中國出口到马达加斯加的产品（2012年）[15]
- 马达加斯加出口到中國的产品（2012年）[16]

2012年，中國（不包括港澳台）共出口了4.27億美元到马达加斯加，貨物有紡織品、機械設備等；马达加斯加在同年出口了1.15億美元來華（不包括港澳台），逾半貨品為铬礦、鈦礦等的礦產品。根據馬達加斯加海關的數據，中華人民共和國在2013年是該國第三大的贸易伙伴。
不少華資企業在马达加斯加設有代表機構，有武汉钢铁、延長石油集團等的勘探企業，也有中興通訊、华为等電信企業；此外，逾百家港資企業在馬達加斯加生產服裝，這些企業為當地創造了大量就業機會，產品出口到歐洲諸國或美國時不受配額限制。
2014年12月，馬達加斯加一家華資工廠發生勞資糾紛，工廠的臨時工人希望能享受與全職員工相同的待遇，廠方認為他們沒有先討論相關問題，而工人的薪酬升幅也過高；工廠最終被人圍攻，廠內的工人遭到毆打，其後又有工人與當地警方起衝突，造成傷亡。

## 文化關係
马达加斯加的塔那那利佛大学設有一所孔子学院，提供漢語教學，向當地人民傳授中國哲學的思想，又為當地培訓了一批汉语教师；該院曾有一名院长被馬達加斯加當局頒授勳章，以表揚他在當地推广汉语和促進兩國文化交流。
中华人民共和国自1973年起开始向马达加斯加提供奖学金名额，截至2018年底，中国各大学累计接收了738名马奖学金生。2018年马达加斯加在华学生总数为797名，其中奖学金生206名，自费学生591名。北京外国语大学已经开设了马达加斯加语专业供中国学生学习。而江西师范大学等高校也建立有马达加斯加研究中心，以加强中国人对马达加斯加的政治、经济、文化、社会等开展全方位综合研究，增进两国人民相互理解及两国政府的各领域互利合作。

## 援助
中華人民共和國在馬達加斯加援建了公路、医院、学校等公共设施，冀能改善當地人民的生活，並促進馬達加斯加的经济和文化发展。
中華人民共和國曾多次派遣医疗队到马达加斯加，當地先後有1275万人次接受了中國医疗队的服务；医疗队队員多來自甘肃省，有骨科、妇科等不同學科的醫疗人員，當中逾50人被马达加斯加當局授予国家级勳章。

## 外部連結
- 中華人民共和國駐馬達加斯加共和國大使館官方網站（简体中文）（法文）
  - 中華人民共和國駐馬達加斯加共和國大使館經濟商務處官方網站（简体中文）